# Ponte Musmeci
Die Ponte Musmeci, offiziell das Viadotto dell'Industria, ist eine Straßenbrücke in Potenza, der Hauptstadt der süditalienischen Region Basilicata.

## Name
Sie wird meist nach ihrem Erbauer Sergio Musmeci (1926–1981) benannt. Die umgangssprachlich auch verwendete Bezeichnung Ponte sul Basento ist mehrdeutig, da sie sich auch auf die benachbarte, kleinere und tiefer gelegene Ponte San Vito beziehen kann, die in ihren Ursprüngen auf römische Zeiten zurückgeht.

## Beschreibung

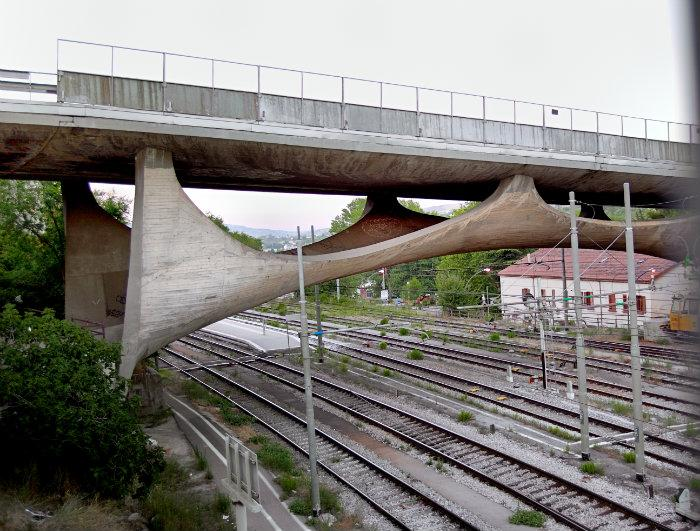
Nördliches Ende der Brücke

Die von 1971 bis 1975 gebaute Ponte Musmeci verbindet die Ausfahrt Potenza Centro des Autobahnzubringers Raccordo autostradale 5 mit der Innenstadt von Potenza, über innerstädtische Verbindungsstraßen aber insbesondere auch mit dem Industriegebiet im Westen der Stadt. Dabei überquert die zur Stadt in nördlicher Richtung ansteigende Brücke eine Straße, den Fluss Basento, eine weitere Straße und die Gleise des Bahnhofs von Potenza. Ein anschließendes Brückenbauwerk ist Teil eines Verkehrsknotens vor dem Hügel der Altstadt, von dem aus eine Straße in Richtung des Industriegebietes führt.
Die 287 Meter lange und 16 Meter breite Brücke hat vier Fahrspuren, aber keine Geh- oder Radwege; Fußgänger sind auf ihr nicht zugelassen.

## Technische Einzelheiten
Ihr Tragwerk besteht aus einer einheitlichen, dreidimensional gekrümmten Schale aus Stahlbeton, die durchgehend 30 cm stark ist. Die sich über 266 m erstreckende Schale bildet vier Bögen mit einer Spannweite von je 58,8 m, die durch drei kurze, niedrigere Abschnitte ineinander übergehen. Diese kurzen Abschnitte stützen sich jeweils auf vier Fundamente, die im Grundriss ein Quadrat von 10,38 m bilden und gleichzeitig die Stützen der anschließenden großen Bögen bilden. An den äußeren Enden der Brücke stützen sich die großen Bögen auf je zwei Fundamente, die mehrere Meter vor dem Widerlager bzw. der Tragwand des anschließenden Verkehrsknoten-Bauwerks angeordnet sind, so dass die Fahrbahnplatte auch diese Zwischenräume überbrückt.
Über jedem großen Bogen bildet die Schale auf beiden Seiten vier Spitzen im Abstand von 2 m zur Außenkante der Fahrbahn. Die Spitzen sind in Längsrichtung so angeordnet, dass die Fahrbahnplatte alle 12 m von einer Spitze gestützt wird.
Die Fahrbahnplatte besteht aus einem flachen Hohlkasten aus Stahlbeton, der an seiner stärksten Stelle in der Mitte eine Konstruktionshöhe von nur 1,3 m hat. Der Hohlkasten wird aus einer 16 cm starken Deckplatte und der 14 cm starken Bodenplatte gebildet, die an den Außenseiten miteinander verbunden sind; im Inneren ist er durch vier Stege versteift. In Längsrichtung ist er in mehrere Ausleger und Gerberträger unterteilt.

## Geschichte
Sergio Musmeci befasste sich seit 1967 mit Untersuchungen, wie beim Bau der Brücke mit einer Betonschale sein Ziel zu erreichen sei, bei geringstmöglicher Oberfläche der Schale ein Maximum an Tragfähigkeit zu erreichen – zu einer Zeit, als es weder Computer noch Rechenprogramme oder statische Berechnungsmethoden zu einer Lösung des Problems gab. Er arbeitete daher mit verschiedenen Modellen, zunächst mit an Schnüren hochgezogenen Seifenblasen, dann mit Modellen aus Neopren und schließlich aus Acrylglas. Der Bauherr bestand darauf, vor der endgültigen Beauftragung ein Modell aus Beton im Maßstab 1 : 10 anzufertigen und ausgiebig zu testen. Die Bauausführung in den Jahren 1971 bis 1975 hing dann insbesondere von den Fähigkeiten des Bauleiters ab, im Zusammenwirken mit Musmeci die richtigen Holzschalungen für die gekrümmten Flächen mit der schwierig einzubauenden Bewehrung herzustellen. Die ursprünglich auf 490 Millionen Lire veranschlagten Kosten stiegen schließlich auf 920 Millionen Lire, teilweise inflationsbedingt, zum größeren Teil aber aufgrund der technischen Schwierigkeiten bei der Herstellung einer vielfach gekrümmten Betonschale.
Die Brücke hat altersbedingt und durch den stark angestiegenen Verkehr erheblich gelitten. Zur Vorbereitung der Sanierung wurde die Fahrbahnplatte mit Bodenradar untersucht.